# Handball Sassari 2024-2025
Questa pagina raccoglie i dati riguardanti la Raimond Handball Sassari nelle competizioni ufficiali della stagione 2024-2025.

## Rosa 2024-2025
| N° | Naz.                            | Ruolo | Sportivo        | Anno |  |  |
| -- | ------------------------------- | ----- | --------------- | ---- |  |  |
| 1  | Italia (bandiera)               | P     | Giovanni Pavani | 2000 |  |  |
| 18 | Italia (bandiera)               | P     | Marco Spanu     | 1998 |  |  |
| 3  | Italia (bandiera)               | A     | Daniel Vidili   | 2006 |  |  |
| 4  | Italia (bandiera)               | PV    | Enrico Aldini   | 2002 |  |  |
| 5  | Italia (bandiera)               | A     | Giovanni Nardin | 2000 |  |  |
| 7  | Italia (bandiera)               | T     | Alberto Mura    | 2005 |  |  |
| 9  | Brasile (bandiera)              | T     | Malandrin       | 1992 |  |  |
| 10 | Svezia (bandiera)               | T     | Daniel Steen    | 1988 |  |  |
| 11 | Italia (bandiera)               | A     | Umberto Bronzo  | 2000 |  |  |
| 13 | Italia (bandiera)               | A     | Andrea Delogu   | 2003 |  |  |
| 14 | Italia (bandiera)               | T     | Alex Coppola    | 2003 |  |  |
| 15 | Bosnia ed Erzegovina (bandiera) | T     | Dino Hamidović  | 1996 |  |  |
| 17 | Italia (bandiera)               | A     | Matteo Bomboi   | 1992 |  |  |
| 21 | Italia (bandiera)               | A     | Giovanni Delrio | 2004 |  |  |
| 33 | Italia (bandiera)               | C     | Bruno Brzić     | 1987 |  |  |
| 48 | Marocco (bandiera)              | PV    | Mohammed Miri   | 1990 |  |  |
| 95 | Cile (bandiera)                 | T     | Aaron Codina    | 1999 |  |  |